# ایستگاه متروی جانبازان (شیراز)
ایستگاه جانبازان هفدهمین ایستگاه خط ۱ متروی شیراز است. این ایستگاه در بلوار مدرس ابتدای بلوار جانبازان (پودنک) واقع شده است. این ایستگاه با مساحت ۵۲۳۱ مترمربع و عمق ۱۴/۲۳ متر، از نوع عمیق (۲طبقه)، سکو جزیره‌ای، دارای ۴ دروازه ورودی، خروجی است. ایستگاه جانبازان در فاز دوم خط ۱ متروی شیراز در سال ۱۳۹۶ توسط مسئولان شهری و استانی افتتاح شد.

## مسیرهای ایستگاه
- بلوار مدرس
- بلوار جانبازان(پدونک)
- بلوار آبجوار

## محله‌های ایستگاه
- پدونک
- شهرک شهدا
- سردخانه
- مجتمع مدرس
- دشت چنار
- درمانگاه خاتم الانبیا